# Troy Miller
Troy Miller est un producteur, réalisateur et scénariste américain.

## Filmographie

### comme réalisateur
- 1986 : The Noel Edmonds Show (TV)
- 1986 : Don Rickles: Rickles on the Loose (TV)
- 1988 : Beach Boys: Endless Summer (série télévisée)
- 1989 : Unplugged (série télévisée)
- 1990 : SK8 TV (série télévisée)
- 1991 : The Sunday Comics (série télévisée)
- 1992 : The Ben Stiller Show (série télévisée)
- 1993 : Running the Halls (en) (série télévisée)
- 1993 : Emerald Cove (série télévisée)
- 1994 : Best Defense (TV)
- 1994 : Sports Illustrated 1994 Swimsuit Issue Video (vidéo)
- 1994 : Friends and Lovers (série télévisée)
- 1994 : Code Lisa ("Weird Science") (série télévisée)
- 1995 : Big News (TV)
- 1995 : 1995 MTV Movie Awards (TV)
- 1996 : The Big Scary Movie Show (série télévisée)
- 1996 : Saturday Night Special (série télévisée)
- 1996 : Mr. Show with Bob and David: Fantastic Newness (TV)
- 1996 : 1996 MTV Movie Awards (TV)
- 1996 : The Bill Bellamy Show (série télévisée)
- 1997 : Deadline Now (TV)
- 1997 : 1997 MTV Movie Awards (TV)
- 1997 : The Jenny McCarthy Show (série télévisée)
- 1998 : Break on Through with JFK
- 1998 : Mr. Show and the Incredible, Fantastical News Report (TV)
- 1998 : The Best Commercials You've Never Seen (série télévisée)
- 1998 : Les Nouveaux Robinson (Beverly Hills Family Robinson) (TV)
- 1998 : Jack Frost
- 1999 : The Television Show with John Henson (TV)
- 1999 : Sleepover with Bob (TV)
- 1999 : Sorority (TV)
- 1999 : David Cross: The Pride Is Back (TV)
- 2000 : Super Nerds (TV)
- 2000 : American Adventure (TV)
- 2000 : The Announcement
- 2000 : Battle of the Sitcoms (série télévisée)
- 2001 : Criminal Mastermind (TV)
- 2002 : Run Ronnie Run (en)
- 2002 : Greg the Bunny (série télévisée)
- 2002 : David Blaine: Vertigo (TV)
- 2003 : Dumb & Dumberer : quand Harry rencontra Lloyd (Dumb and Dumberer: When Harry Met Lloyd)
- 2004 : The 76th Annual Academy Awards (TV)
- 2004 : 20: Entertainment Weekly's Scariest Movies (TV)
- 2004 : 20: Entertainment Weekly's Best Holiday Movies (TV)
- 2005 : The Entertainment Weekly Guide: Guilty Pleasures (TV)
- 2005 : Celebrity Autobiography: In Their Own Words (TV)
- 2006 : Van Stone: Tour of Duty (TV)
- 2008 à 2010 : State of the Union (TV)
- 2009 à 2010 : Parks and Recreation (TV)
- 2010 : Eagleheart (en) (TV)
- 2010 : 2010 MTV Movie Awards (TV)
- 2010 : Running Wilde (TV)
- 2010 : Bored to Death (TV)
- 2011 à 2013 : The Office (série télévisée, 2005) (TV, 3 épisodes)

### comme producteur
- 2005 : The Entertainment Weekly Guide: Guilty Pleasures (TV)
- 1986 : Mystery Magical Special (TV)
- 1986 : Vanishing America (vidéo)
- 1986 : Harry Anderson's Hello Sucker (TV)
- 1986 : George Carlin: Playin' with Your Head (TV)
- 1988 : Beach Boys: Endless Summer (série télévisée)
- 1989 : Super Mario Bros. (The Super Mario Bros. Super Show!) (série télévisée)
- 1989 : Unplugged (série télévisée)
- 1990 : Almost Vegas (TV)
- 1990 : On the Television (série télévisée)
- 1990 : Tales from the Whoop: Hot Rod Brown Class Clown (TV)
- 1990 : World's Greatest Magicians... At the Magic Castle (TV)
- 1991 : The Sunday Comics (série télévisée)
- 1992 : Arresting Behavior (série télévisée)
- 1993 : Public Enemy #2
- 1994 : Friends and Lovers (série télévisée)
- 1994 : Sports Illustrated 1994 Swimsuit Issue Video (vidéo)
- 1995 : Big News (TV)
- 1995 : The Big Day (TV)
- 1995 : Mr. Show with Bob and David (série télévisée)
- 1996 : The Guys (TV)
- 1996 : Mr. Show with Bob and David: Fantastic Newness (TV)
- 1996 : The Big Scary Movie Show (série télévisée)
- 1996 : Saturday Night Special (série télévisée)
- 1996 : The Bill Bellamy Show (série télévisée)
- 1997 : Deadline Now (TV)
- 1998 : Mr. Show and the Incredible, Fantastical News Report (TV)
- 1998 : The Best Commercials You've Never Seen (série télévisée)
- 1998 : Break on Through with JFK
- 1999 : Sorority (TV)
- 1999 : Sleepover with Bob (TV)
- 1999 : Celebrity Weddings: In Style (TV)
- 1999 : The Television Show with John Henson (TV)
- 1999 : The 21 Hottest Stars Under 21 (TV)
- 1999 : Tenacious D (série télévisée)
- 1999 : David Cross: The Pride Is Back (TV)
- 2000 : The Near Future (TV)
- 2000 : Super Nerds (TV)
- 2000 : The Announcement
- 2000 : The 25 Hottest Stars Under 25 (TV)
- 2001 : The 20 Teens Who Will Change the World
- 2002 : Run Ronnie Run (en)
- 2002 : Contact: Talking to the Dead (TV)
- 2002 : David Blaine: Vertigo (TV)
- 2003 : Dumb & Dumberer : quand Harry rencontra Lloyd (Dumb and Dumberer: When Harry Met Lloyd)
- 2003 : Knee High P.I. (TV)
- 2004 : Reel Comedy: 50 First Dates (TV)
- 2004 : Reel Comedy: Anchorman - The Legend of Ron Burgundy (TV)
- 2004 : 20: Entertainment Weekly's Scariest Movies (TV)
- 2004 : 20: Entertainment Weekly's Best Holiday Movies (TV)
- 2005 : The Entertainment Weekly Guide: Guilty Pleasures (TV)
- 2005 : Reel Comedy: Wedding Crashers (TV)
- 2005 : Reel Comedy: The Dukes of Hazzard (TV)
- 2005 : Reel Comedy: Deuce Bigalow European Gigolo (TV)
- 2005 : Celebrity Autobiography: In Their Own Words (TV)
- 2006 : Van Stone: Tour of Duty (TV)

### comme scénariste
- 1994 : Sports Illustrated 1994 Swimsuit Issue Video (vidéo)
- 1999 : The Television Show with John Henson (TV)
- 1999 : The 21 Hottest Stars Under 21 (TV)
- 2001 : The 20 Teens Who Will Change the World
- 2002 : Contact: Talking to the Dead (TV)
- 2002 : David Blaine: Vertigo (TV)
- 2003 : Dumb & Dumberer : quand Harry rencontra Lloyd (Dumb and Dumberer: When Harry Met Lloyd)
- 2004 : 20: Entertainment Weekly's Scariest Movies (TV)
- 2004 : 20: Entertainment Weekly's Best Holiday Movies (TV)
- 2004 : The 76th Annual Academy Awards (TV)